# تلمبه ساسان مهیمی
مجتمع كشاورزي ساسان مهیمی یک منطقهٔ مسکونی در ایران است که در بخش مرکزی شهرستان عنبرآباد واقع شده‌است. تلمبه ساسان مهیمی ٢٥٠ نفر جمعیت دارد.